# فرانسیس هوستر
فرانسیس هوستر (فرانسوی: Francis Huster‎؛ زادهٔ ۸ دسامبر ۱۹۴۷) یک هنرپیشه و کارگردان فیلم اهل فرانسه است. 
از فیلم‌ها یا برنامه‌های تلویزیونی که وی در آن نقش داشته است می‌توان به زن هرجایی، مردی و سگش، جوان خام، یکی و دیگری و پارکینگ، بازی شام اشاره کرد.
وی همچنین برندهٔ جوایزی همچون لژیون دونور (افسر) شده است.